# Залотуха Валерій Олександрович
Вале́рій Олекса́ндрович Залоту́ха (нар. 3 липня 1954, селище Шахти 5/15, Узловський район, Тульська область, СРСР — 9 лютого 2015, Москва, Росія) — радянський, російський сценарист та прозаїк.

## Біографія
Народився 3 липня 1954 р. у селищі Шахти 5/15 Тульської області. Закінчив факультет журналістики Московського державного університету ім. М. Ломоносова (1976) та Вищі курси сценаристів і режисерів (1984) в Москві (сценарна майстерня Семена Лунгіна та Лариси Голубкіної).
Найбільшу популярність Залотусі принесли сценарії до картин режисера В. Хотиненка «Макаров» (1993), «Мусульманин» (1995) і «72 метри» (2004). 
З 1992 року публікується як прозаїк. Окремо видані повісті «Останній комуніст» (2000, шорт-лист Букерівської премії) та «Великий похід за визволення Індії» (2006).
Жив у Москві. Помер 9 лютого 2015 р. Похований на Троєкуровському кладовищі.

## Нагороди
- Приз Ейзенштейна (1994)
- Премія «Ніка» в номінації «Найкраща сценарна робота» (1995, х/ф «Мусульманин»)
- Приз кінокритики за найкращий сценарій (1995)

## Фільмографія
Автор сценаріїв фільмів:
- «Віра, Надія, Любов» (1984)
- «Канікули біля моря» (1986)
- «Садівник» (1987)
- «Бомж» (1988)
- «Після війни — мир» (1988)
- «Танк „Клим Ворошилов-2“»
- «Рій» (1990, у співавт.)
- «Казка про купецьку дочку і таємничу квітку» (1991)
- «Макаров» (1993)
- «Мусульманин» (1995)
- «72 метри» (2004) та ін.,

української кінокартини «Це ми, Господи!..» (1990, т/ф, у співавторстві з О. Ітигіловим).